# David Sarnoff
David Sarnoff (Bielorrússia, 27 de fevereiro de 1891 – Nova Iorque, 12 de dezembro de 1971) foi um empresário e pioneiro na área das telecomunicações principalmente na TV e no rádio. Fundou a National Broadcasting Company (NBC), e durante a maior parte de sua carreira liderou a Radio Corporation of America (RCA), de 1919 até sua aposentadoria em 1970.

## Biografia
David Sarnoff nasceu em Uzlyany uma pequena aldeia na Bielorrússia, emigrou com sua família para a cidade de Nova Iorque em 1900, onde ele ajudou a sustentar a família com a venda de jornais. Em 1906 juntou-se a Marconi Wireless Telegraph Company em 30 de setembro de 1906, e começou uma carreira de mais de 60 anos nas comunicações electrónicas.
Habilidoso operador de telégrafos em Nova York quando em uma madrugada de abril de 1912 recebeu o primeiro pedido de socorro do Titanic, que afundava a milhares de quilômetros. Passou 72 horas trabalhando ininterruptamente, transmitindo informações para o mundo inteiro por código morse, no que foi provavelmente a primeira transmissão jornalística ao vivo da história.

## RCA
Ao contrário de muitos dos quais estavam relacionados com os princípios de comunicação de rádio, Sarnoff viu o potencial do rádio como uma forma de se comunicar com as massas. Pois uma pessoa (o emitente) poderia falar com muitos (ouvintes).
Quando Owen D. Yong da General Electric comprou a empresa Marconi, fez dela a Radio Corporation of America. Sarnoff contribuiu para o crescente aumento da popularidade do rádio durante a guerra, ajudando a organizar a partida de transmissão de boxe entre Jack Dempsey e Georges Carpentier, em julho de 1921, 300 000 pessoas ouviram a luta, e a procura de equipamentos de rádio para residências floresceu naquele inverno.
Em 1926, a RCA comprou a sua primeira estação de rádio e lançou a National Broadcasting Company (NBC), a primeira rede nacional de rádio dos EUA sendo Sarnoff o presidente da empresa.
Sarnoff estabeleceu o padrão de transmissão de rádio AM que tornou-se o elemento de comunicação mais usado até a década de 60 quando ressurgiu a transmissão FM.

## Pioneiro da televisão
Os planos para a televisão existiam desde muito antes da Primeira Guerra Mundial, mas sem resultado prático. David Sarnoff estava determinado a levar adiante estes planos por isso reuniu-se com o engenheiro Vladimir Zworykin em 1928. Naquela época Zworykin tinha desenvolvido um sistema de televisão totalmente eletrônica na Westinghouse. Zworykin Sarnoff lançou o conceito, garantindo que seria alcançado um sistema de televisão viável em dois anos com um investimento de apenas US$ 100 000. Sarnoff decidiu financiar a pesquisa Zworkyin, em seu entusiasmo, havia subestimado a duração e o investimento que seria feito para atingir seu objetivo. Sete anos mais tarde, no final de 1935, Zworykin apareceu na capa da revista de comércio eletrônicos, celebrando a invenção do fotomultiplicador, objeto de intensa investigação da RCA em Leningrado, na Rússia, este objeto se tornaria um componente essencial das câmeras de televisão.
Finalmente, em 1939, a televisão nos Estados Unidos, nasceu sob o nome da National Broadcasting Corporation. O primeiro programa foi ao ar na Feira Mundial de Nova York e foi apresentado pelo mesmo Sarnoff.
A empresa logo se tornou o líder de mercado e a NBC se tornou a primeira rede de televisão nos Estados Unidos. No entanto, a Segunda Guerra Mundial terminou com o rápido crescimento da televisão.

## Segunda guerra mundial
Durante a guerra torna-se conselheiro na área de comunicações a serviço do general Dwight D. Eisenhower. Graças às suas habilidades de comunicação e apoio que deu aos Aliados recebeu a patente de General Brigadeiro, em dezembro de 1945.

## Família e Últimos anos
Em 4 de julho de 1917, casou-se com Lizette Hermant, filha de uma família de imigrantes franceses que se instalaram no Bronx onde eles se conheceram.
O casal teve três filhos:
- Robert W. Sarnoff,
- Edward Sarnoff
- Thomas W. Sarnoff.

Robert sucedeu seu pai como presidente da RCA, em 1971 e tornou-se presidente da NBC Costa Oeste.
Sarnoff era tio do escritor Richard Baer também era primo Eugene Lyons, jornalista e escritor. Lyon escreveu uma biografia de Sarnoff.
Sarnoff aposentou em 1970 e morreu no ano seguinte, aos 80 anos. Está enterrado em um mausoléu em Valhalla, Nova York.